# Щуче
Щу́че (рос. Щучье) — місто, центр Щучанського району Курганської області, Росія. Адміністративний центр та єдиний населений пункт Щучанського міського поселення.

## Географія
Місто знаходиться за 176 км на захід від Кургана.

## Історія
Щуче відоме з 1750 року. Старожили згадують, що їх діди з Тамбовської та Орловської губерній, рятуючись від жорстокості поміщиків, переправлялися 1842 року через Уральські гори й влаштувалися поблизу невідомого озера, давши йому назву Щуче, оскільки в ньому водилися щуки. Перші поселенці були з Тамбовської та Пермської областей, Що носили прізвища Куликови та Ваганови.
Біля села 1895 року при будівництві Омської залізниці з'явилася станція Чумляк. Ця обставина сприяла швидшому розвитку села. 28 лютого 1924 року було утворено Щучанський район, а село Щуче стало його районним центром. 16 травня 1945 року селищу Щуче було надано статус міста. 1975 року були здані в експлуатацію залізничний вокзал та автовокзал.

## Населення
Населення — 9775 осіб (2017; 10973 у 2010, 10602 у 2002).

## Господарство

### Промисловість
Щуче — це місто сільського господарства, практично як і вся Курганська область. До розпаду СРСР в місті діяли «Щучанський маслоробний завод» і «Щучанська швейна фабрика». На сьогоднішній день більша частина працездатного населення міста працює на підприємстві зі знищення хімічної зброї.
У число найбільших підприємств міста входять:
- ТОВ «Щучанський завод протипожежного машинобудування» — виробництво порошкових вогнегасників[4].
- «Щучанський завод зі знищення хімічної зброї» — займається ліквідацією хімічної зброї.
- ТОВ «Щучанський комбінат хлібопродуктів» — виробництво продуктів борошномельно-круп'яної промисловості[5].
- ВАТ «Зауральський крекер» — виробництво сухих хлібобулочних виробів[6].
- ТОВ «Чумляцький елеватор» — виробництво борошна із зернових та рослинних культур, готових борошняних сумішей, тіста для випічки[7].
- ВАТ «Муза» — виробництво борошна[8].
- ТОВ «Рахмат» — виробництво готових кормів для тварин.
- ТОВ «Сіваж» — виробництво та переробка м'яса.
- ТОВ «Комбінат побутового обслуговування» — виробництво одягу з текстильних матеріалів.
- МУП ВКП «Силует» — виробництво одягу з текстильних матеріалів.
- ТОВ «Техстрой» — виробництво пиломатеріалів.
- ТОВ «Щучанське будівельне управління» — витвір гравію, піску та глини.
- ГУП «Щучанська друкарня» — друк газет.

### Транспорт
Через місто проходить залізнична лінія Челябінськ — Курган, на його території розташована залізнична станція Щуче.

## Пам'ятки
- Озеро Гірке — чиста солона вода, світлі березові гаї, приваблюють сюди тисячі відпочиваючих.
- Дитячий психоневрологічний санаторій «Озеро Гірке» Міністерства охорони здоров'я РФ.
- Скульптурний меморіальний пам'ятник загиблим щучанцям у Другій світовій війні «Воїну — визволителю».
- Пам'ятник Леніну
- Пам'ятник ліквідаторам Чорнобильської АЕС
- Пам'ятник 25-тисячникам.
- Пам'ятник — бюст Жукову в школі № 3.
- Державний природний (зоологічний) заказник з 2002 року.
- Артилерійські гармати 76-мм (ЗІС-3) в міському парку.

## Спорт
У місті працює дитячо-юнацька спортивна школа (ДЮСШ). Профільний вид спорту ДЮСШ — самбо. Крім самбо, в Щучанскій ДЮСШ є відділення боксу та футболу. Також у місті діє пневматичний тир і хокейний корт.
Основні спортивні клуби міста:
- Футзальний клуб — «Зірка» виступає в чемпіонаті області[9];
- Футбольний клуб — «Зірка» виступає в чемпіонаті області.